# Ihar Obuchou
Ihar Jur'jewitsch Obuchou (belarussisch Ігар Юр'евіч Обухоў, wiss. Transliteration Ihar Jur'evič Obuchoŭ; * 4. April 1969 in Kirow) ist ein ehemaliger sowjetisch-belarussischer Skilangläufer.

## Werdegang
Obuchou lief im Januar 1991 in Minsk sein erstes von insgesamt 20 Weltcupeinzelrennen, das er auf dem 13. Platz über 15 km Freistil beendete. Dies war zugleich sein bestes Einzelergebnis im Weltcup. Bei der Winter-Universiade 1991 in Sapporo gewann er Bronze über 30 km klassisch und Silber über 15 km. Bei den Weltmeisterschaften im März 1993 in Falun belegte er den 25. Platz über 30 km klassisch und den siebten Rang mit der Staffel. Im folgenden Jahr kam er bei den Olympischen Winterspielen in Lillehammer auf den 62. Platz über 10 km klassisch, auf den 46. Rang in der Verfolgung und auf den 25. Platz über 50 km klassisch. Zusammen mit Wiktar Kamozki, Sjarhej Dalidowitsch und Wjatscheslaw Plaksunow errang er dort den 12. Platz in der Staffel. Bei der Winter-Universiade 1995 in Candanchú lief er auf den 53. Platz über 30 km Freistil und auf den 35. Rang über 15 km klassisch. Sein letztes Weltcuprennen absolvierte er im Februar 1996 in Kawgolowo, das er auf dem 44. Platz über 15 km klassisch beendete.